# 炎生龙属
炎生龙属（学名：Aratasaurus，意为“从火中诞生的蜥蜴”）又译阿拉塔龙，是基础兽脚亚目虚骨龙类的一个单型属，只包括一个物种，国博炎生龙（Aratasaurus museonacionali），化石发现于巴西罗穆阿尔多组的沉积物中。 炎生龙生存于早白垩世的阿尔比阶（115-110 Ma；也可能早于115Ma）。
正模标本是一个亚成体，据估计，这种动物可以长到3（9.8英尺）长，成年后重约34（75英磅）。

## 发现与命名

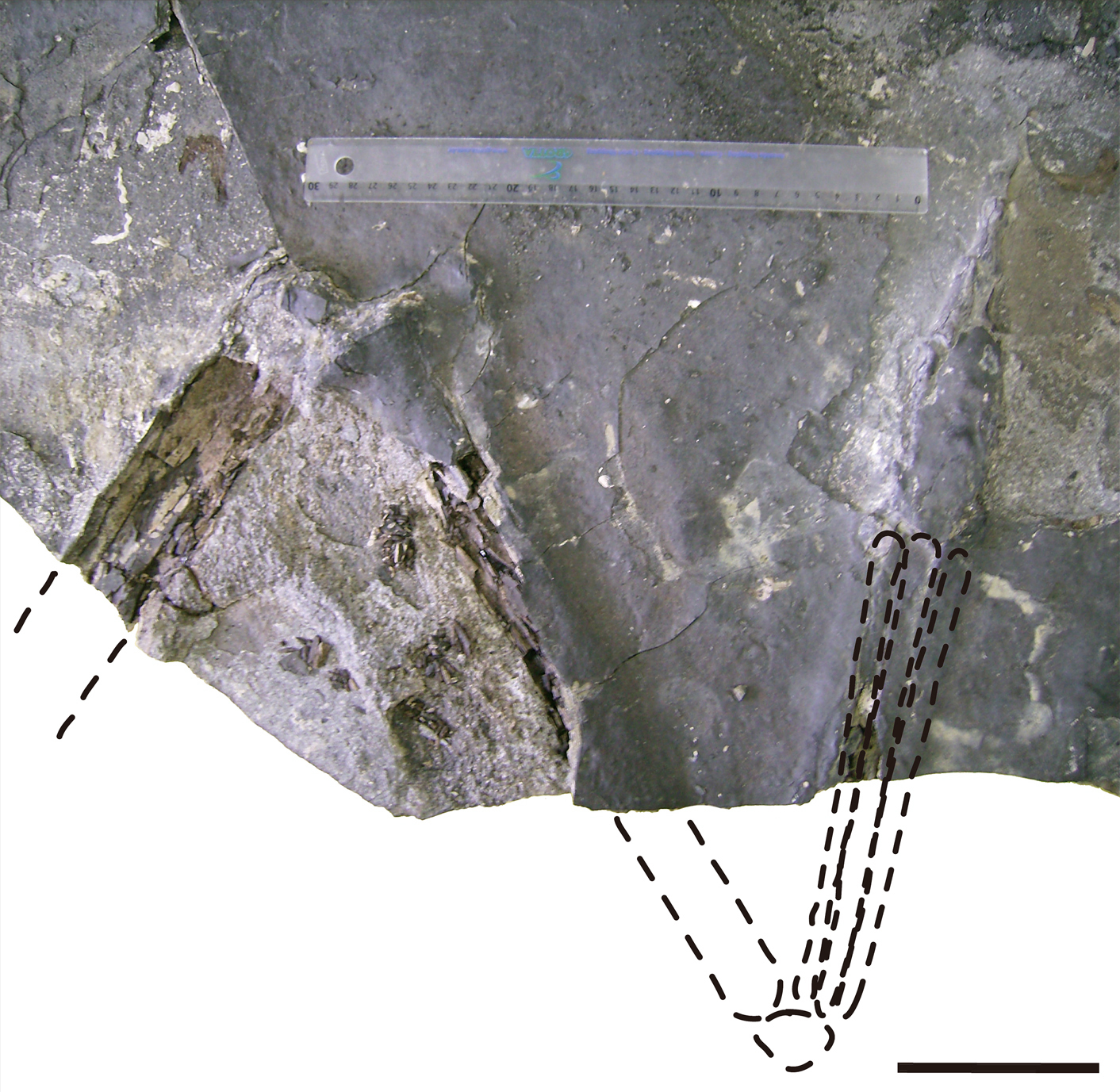
正模标本中的腿骨清理前的照片

正模标本，MPSC R 2089，在2008年发现于一座石灰矿山上，并被带到普拉西多·西达德·努文斯古生物博物馆（Plácido Cidade Nuvens Museum of Paleontology）进行描述。在2008年至2016年期间，研究人员利用骨骼样本对正模标本的组织进行了显微分析。同样是在2016年，化石被带到巴西国家博物馆，但在2018年9月2日，博物馆在大火中烧毁，但正模标本存放的区域仍然完好无损。2020年，这具残骸被描述为一个新属，炎生龙。发现这种动物的化石时只采集了右肢，尽管发现地可能存在更多的骨骼，但目前并没有找到。
属名来源于图皮语单词"ara"与"atá"，分别意为“诞生”与“火”，以及希腊语中的"sauros"，意为“蜥蜴”，合起来的意思就是“从火诞生的蜥蜴”。 种名是为了纪念巴西国家博物馆，一家科学机构，在2018年毁灭於一场大火之中。

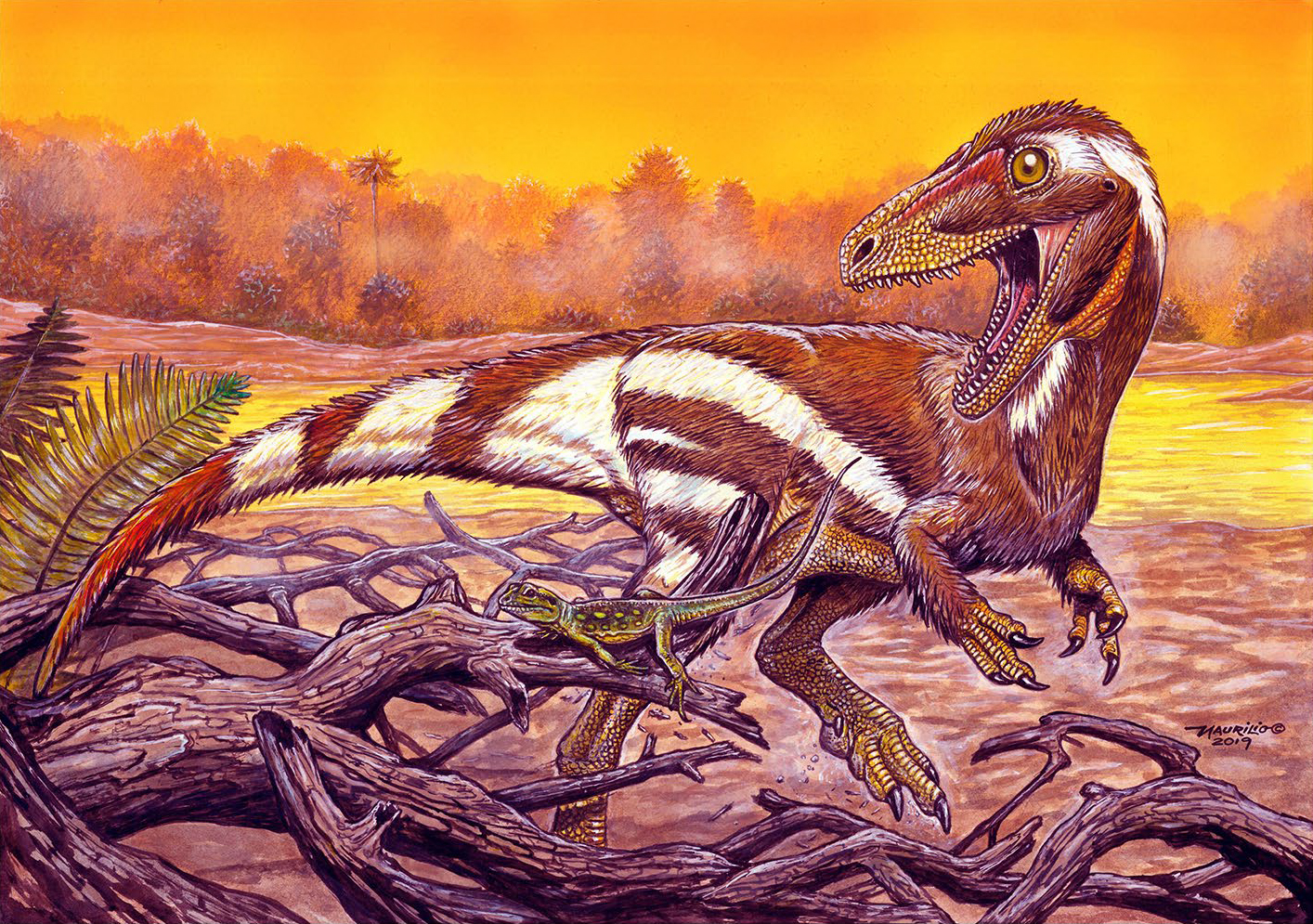
炎生龙的复原图

## 描述
正模标本化石只有一个不完整的右肢，包括部分股骨，胫骨和足。它的骨骼类似於左龙属，一种来自晚侏罗世的中国的恐龙。根据骨组织学（osteohistological），炎生龙的正模标本是一具亚成体，死亡时的年龄是4岁。

## 分类学
炎生龙作为左龙属的旁系群，被置于虚骨龙类的基础位置。

## 古生态学
炎生龙来自早白垩世罗穆阿尔多组，与之共存的非鸟兽脚亚目恐龙包括查林杰激龙、普氏桑塔纳盗龙和不对称小坐骨龙。